# Volvulella catharia
Volvulella catharia är en snäckart som beskrevs av Dall 1919. Volvulella catharia ingår i släktet Volvulella och familjen Retusidae. Inga underarter finns listade i Catalogue of Life.